# 빅터레코드회사
빅터레코드회사는 일제강점기에 있었던 3대 레코드 회사 중 하나이다. 한국 경음악 레코딩을 주로 취급했다. 문예부장 이기세(李基世)를 중심으로 작곡가 전수린(全壽麟)·홍난파(洪蘭坡)·이면상(李冕相)·김기현(金基鉉)·형석기(邢奭基), 후에 폴리돌 레코드 회사에서 전입사한 김교성(金敎聲) 등이 포진하여 민요와 새노래 취입에 활기를 띠었다. 본격적인 취입 가수로 여성 제1인자였던 이애리수(李愛利秀)는 <라인강>으로 데뷔하여 <황성옛터>(전수린 곡)로 히트하였으며, 수많은 노래를 불렀다. 평양 명기(名妓)였던 선우일선(鮮于一扇)의 <꽃을 잡고>의 민요조 노래도 히트, 폴리돌의 왕수복(王壽福)의 <능수버들>(김교성 곡)이 잇따라 나왔다. 형석기 작곡인 <조선 8경>(왕평 작사), <맹꽁이 타 령>도 이 시절의 노래이다.
이 밖에도 이름을 떨쳤던 가수로는 강석연(姜石燕)·박단마(朴丹馬)·황금심(黃琴心)·이규남(李圭男)·안명옥(安明玉)·최남용(崔楠鏞) 등이 있었다. 특히 이규남은 <차이나 탱고>를 우리말로 리바이블시켜서 인기를 모았다.